# Panbeh Chūleh-ye Bālā
Panbeh Chūleh-ye Bālā (persiska: پَنبِه چولِه بالا, پَنبِه چولِه پائين, پَنبِه چولِه, پنبه چوله بالا) är en ort i Iran.   Den ligger i provinsen Mazandaran, i den norra delen av landet, 190 km nordost om huvudstaden Teheran. Antalet invånare är 725.
Terrängen runt Panbeh Chūleh-ye Bālā är mycket platt. Runt Panbeh Chūleh-ye Bālā är det ganska tätbefolkat, med 111 invånare per kvadratkilometer. Närmaste större samhälle är Sari, 18,1 km söder om Panbeh Chūleh-ye Bālā. Trakten runt Panbeh Chūleh-ye Bālā består till största delen av jordbruksmark.